# Athetis sinitra
Athetis sinitra là một loài bướm đêm trong họ Noctuidae.